# Singschule an der Peterskirche Weinheim
Die Singschule an der Peterskirche Weinheim bietet verschiedene Chorgruppen für Kinder ab dem 2. Lebensjahr an. Altersgerecht werden die Kinder spielerisch an das Singen und Musizieren herangeführt. Dabei steht die Freude an der Musik und am Klang der eigenen Stimme im Vordergrund. Für die älteren Kinder und Jugendlichen gibt es neben dem Angebot einer vertiefenden Stimmbildung auch die Möglichkeit, sich intensiver mit dem Theaterspiel zu beschäftigen und sich damit auf die jährlich stattfindenden Musicalaufführungen vorzubereiten. Derzeit gehören etwa 200 Kinder in elf Gruppen zur Singschule. Insgesamt haben schon über 500 Kinder und Jugendliche die Singschule an der Peterskirche Weinheim besucht.
Träger der Singschule ist die Evangelische Gemeinde an der Peterskirche Weinheim. Bezirkskantorin Anne-Christine Langenbach hat die Singschule im Jahr 2003 gegründet. Die Kosten werden durch Beiträge und Spenden gedeckt.

## Auszeichnungen
Für das Projekt „Alte Lieder – jung entdeckt“, bei dem alte Volkslieder vor dem Vergessen gerettet wurden, bekam die Singschule im Jahr 2010 den Bürgerpreis der Metropolregion Rhein-Neckar.
Einen ersten Preis im landeskirchlichen Wettbewerbs der Evangelischen Kirche in Baden zum „Jahr der Taufe“ gewann die Singschule mit dem Musical „Elisa“ im Juni 2011.
Im Jahr 2013 wurde die Singschule mit dem „ECHO Klassik – Preis für Nachwuchsförderung“ ausgezeichnet.
Zusammen mit ihrem Mann Simon Langenbach wurde die Leiterin Anne-Christine Langenbach im März 2017 mit dem Badischen Kirchenmusikpreis ausgezeichnet. Außerdem wurden beide im Jahr 2020 zu Kirchenmusikdirektoren ernannt.